# I Dzsongszu
I Dzsongszu, nyugaton Lee Jung-Soo (Gimhae, 1980. január 8. –) dél-koreai labdarúgó, jelenleg a japán Kasima Antlers hátvédje.

## Karrierje statisztikái
| Teljesítmény klubjában | Teljesítmény klubjában | Teljesítmény klubjában | Bajnokság | Bajnokság | Kupa  | Kupa | Ligakupa                      | Ligakupa                      | Nemzetközi | Nemzetközi | Összesen | Összesen |
| Szezon                 | Klub                   | Bajnokság              | Mérk.     | Gól       | Mérk. | Gól  | Mérk.                         | Gól                           | Mérk.      | Gól        | Mérk.    | Gól      |
| Dél-Korea              | Dél-Korea              | Dél-Korea              | Bajnokság | Bajnokság | Kupa  | Kupa | Dél-koreai labdarúgó-ligakupa | Dél-koreai labdarúgó-ligakupa | Ázsia      | Ázsia      | Összesen | Összesen |
| ---------------------- | ---------------------- | ---------------------- | --------- | --------- | ----- | ---- | ----------------------------- | ----------------------------- | ---------- | ---------- | -------- | -------- |
| 2002                   | Anyang LG Cheetahs     | K-League               | 9         | 1         | ?     | ?    | 2                             | 0                             | ?          | ?          |          |          |
| 2003                   | Anyang LG Cheetahs     | K-League               | 18        | 1         | 1     | 0    | -                             | -                             | -          | -          | 19       | 1        |
| 2004                   | FC Szöul               | K-League               | 2         | 0         | 0     | 0    | 0                             | 0                             | -          | -          | 2        | 0        |
| 2004                   | Incheon                | K-League               | 11        | 0         | 1     | 0    | 9                             | 0                             | -          | -          | 21       | 0        |
| 2005                   | Incheon                | K-League               | 9         | 1         | 0     | 0    | 8                             | 0                             | -          | -          | 17       | 1        |
| 2006                   | Suwon                  | K-League               | 23        | 2         | 2     | 0    | 13                            | 0                             | -          | -          | 38       | 2        |
| 2007                   | Suwon                  | K-League               | 6         | 0         | 0     | 0    | 4                             | 0                             | -          | -          | 10       | 0        |
| 2008                   | Suwon                  | K-League               | 17        | 1         | 1     | 0    | 7                             | 0                             | -          | -          | 25       | 1        |
| Japán                  | Japán                  | Japán                  | Bajnokság | Bajnokság | Kupa  | Kupa | Japán labdarúgó-ligakupa      | Japán labdarúgó-ligakupa      | Ázsia      | Ázsia      | Összesen | Összesen |
| 2009                   | Kyoto                  | J. League              | 34        | 6         | 0     | 0    | 1                             | 0                             | -          | -          | 35       | 6        |
| 2010                   | Kasima Antlers         | J. League              | 2         | 1         | 0     | 0    | 0                             | 0                             | 0          | 0          | 2        | 1        |
| Összesen               | Dél-Korea              | Dél-Korea              | 95        | 6         | 5     | 0    | 43                            | 0                             | -          | -          | 143      | 6        |
| Összesen               | Japán                  | Japán                  | 36        | 7         | 0     | 0    | 1                             | 0                             | -          | -          | 37       | 7        |
| Karrierje összesen     | Karrierje összesen     | Karrierje összesen     | 127       | 11        |       |      | 44                            | 0                             |            |            |          |          |

## Válogatott góljai
| # | Időpont             | Helyszín       | Ellenfél    | Állás | Végeredmény | Kiírás         |
| - | ------------------- | -------------- | ----------- | ----- | ----------- | -------------- |
| 1 | 2009. szeptember 5. | Szöul          | Ausztrália  | ?     | 3-1         | Barátságos     |
| 2 | 2010. január 18.    | Málaga         | Finnország  | ?     | 2-0         | Barátságos     |
| 3 | 2010. június 12.    | Port Elizabeth | Görögország | 1-0   | 2-0         | Világbajnokság |

## Sikerei, díjai
- Suwon:
  - Bajnok: 2008
  - Kupagyőztes: 2008

## Fordítás
- Ez a szócikk részben vagy egészben  a   Lee Jung-Soo című angol Wikipédia-szócikk fordításán alapul.  Az eredeti cikk szerkesztőit annak laptörténete sorolja fel. Ez a jelzés csupán a megfogalmazás eredetét és a szerzői jogokat jelzi, nem szolgál a cikkben szereplő információk forrásmegjelöléseként.